# Rozdolne (Krym)
Rozdolne (ukr.: Роздольне; ros.: Раздольное; krymtat. : Aqşeyh, oficjalna nazwa sprzed deportacji Tatarów krymskich 1944 r. -- Ak-Szejch [Ак-Шейх]) – osiedle typu miejskiego znajdujące się w Autonomicznej Republice Krymu, okupowane przez Federację Rosyjską. Rozdolne jest siedzibą rejonu rozdolnieńskiego.